# Нікольський Петро Васильович
Петро́ Васи́льович Ніко́льський ( 1 квітня 1858, село Усмань Тамбовської губернії, нині місто Липецької області Росії —  17 березня 1940) — український і російський дерматолог, доктор медицини, професор. Відомий відкриттям і описанням патогномонічного симптому при пухирчатці, який надалі носить його ім'я.

## Біографічні відомості
Народився в сім'ї священика.
1884 року закінчив медичний факультет Київського університету. Учень Михайла Стуковенкова.
У 1884—1899 роках працював у клініці шкірних та венеричних хвороб медичного факультету Київського університету імені цесаревича Олександра.
У 1899—1915 роках — професор Варшавського університету.
У 1915—1930 роках — професор й завідувач клініки шкірних і венеричних хвороб університету в Ростові-на-Дону.

## Наукова діяльність
Опублікував понад 70 наукових праць.
Навів нові докази неврогенного патогенезу екземи. Відомий своїми працями з акантолітичної пухирчатки, які є і досі актуальними. Описав характерний патогномонічний симптом пухирчатки — легке відшарування епідермісу. Обґрунтував можливість лікування уроджених дерматозів.